# When Easterly Showers Fall on the Sunny West
When Easterly Showers Fall on the Sunny West (Traditioneel Chinees: 東山飄雨西關晴) is een Hongkongse TVB-dramaserie uitgezonden van oktober tot december 2008. De serie werd uitgezonden ter viering van TVB's 41ste verjaardag. Het verhaal speelt zich af in het begin van de jaren dertig in de stad Kanton (China) en gaat over de rijke en machtige familie Poon.

## Verhaal
Chong Fung-Yi (Liza Wang) verlaat haar oudste zoon meteen na zijn geboorte, omdat ze niet gezien wil worden als een vrouw die een kind baart voor het huwelijk. Niettemin lukt het haar zoon Poon Muk-Hing (Joe Ma) haar terug te vinden. Voor haar eigen reputatie verbergt ze zijn echte identiteit. Haar jongere zoon Poon Cheuk-Wah (Raymond Wong) wordt verliefd op Yip Heung-Ching (Charmaine Sheh), maar door hun verschillende sociale statussen en Fung-Yi’s weigering, kunnen ze niet samen zijn. Echter, niet veel later ontdekken Heung-Ching en Muk-Hing dat zij meer dan alleen vrienden zijn.

## Rolverdeling
- Liza Wang als Chong Fung Yi/莊鳳儀
- Joe Ma als Poon Cheuk Hing/Poon Muk Hing/潘卓興/穆興
- Charmaine Sheh als Yip Heung Ching/葉向晴
- Raymond Wong als Poon Cheuk Wah/潘卓華
- Selena Li als Fong Bo Kei/方寶琦
- Kiki Sheung als Chong Fung Tak/莊鳳德
- Edwin Siu als Kwan Ho Cheung/關浩長
- Cheung Kwok Keung als Tsui Yiu hung/徐耀宗
- Samuel Kwok als Poon Siu Tong/潘兆棠
- Evergreen Mak als Yip Heung Yeung/葉向陽
- Savio Tsang als Leung Yim Biu
- Sharon Luk als Chiu Hiu Mei/趙曉薇

Best selling secrets 同事三分親 · Legend of the demigods 搜神傳 · Wars of in-laws II 野蠻奶奶大戰戈師奶 · Wasabi mon amour 和味濃情 · The master of tai chi 太極 · A journey called life 金石良缘 · The silver chamber of sorrows 銀樓金粉 · The money-maker recipe 師奶股神 · Dressage to win 盛裝舞步愛作戰 · Speech of silence 甜言蜜語 · When a dog loves a cat 當狗愛上貓 · Your class or mine 尖子攻略 · The four 少年四大名捕 · Survivor's law II 律政新人王II · The gentle crackdown II 秀才愛上兵 · The seventh day 最美麗的第七天 · D.I.E. 古靈精探 · Catch me now 原來愛上賊 · Forensic heroes II 法證先鋒II · Love exchange 疑情別戀 · Last one standing 與敵同行 · Moonlight resonance 溏心風暴之家好月圓 · The gem of life 珠光寶氣 · When Easterly Showers Fall on the Sunny West 東山飄雨西關晴 · Off pedder 畢打自己人 · Pages of treasures Click入黃金屋